# Warneet
Warneet är en del av en befolkad plats i Australien. Den ligger i regionen Casey och delstaten Victoria, omkring 55 kilometer sydost om delstatshuvudstaden Melbourne. Antalet invånare är 466.
Trakten är tätbefolkad. Närmaste större samhälle är Cranbourne, omkring 14 kilometer norr om Warneet. 
Genomsnittlig årsnederbörd är 1 251 millimeter. Den regnigaste månaden är maj, med i genomsnitt 154 mm nederbörd, och den torraste är januari, med 51 mm nederbörd.